# نشانگان ترشح نابجای هورمون ضدادراری
نشانگان ترشح نابجای هورمون ضدادراری (انگلیسی: Syndrome of inappropriate antidiuretic hormone secretion) یا SIADH نشانگانی است که با ترشح غیرقابل سرکوب هورمون ضدادراری (ADH) از غده هیپوفیز خلفی یا یک منبع ترشح نابجا همراه است. ADH سرکوب‌نشده باعث افزایش بی‌اندازه آب بدون املاح می‌شود که توسط لوله‌های کلیه به گردش خون وریدی بازمی‌گردد.
دیابت بی‌مزه کمبود ترشح هورمون ضدادراری است که نتایجی عکس نشانگان ترشح نابجای هورمون ضدادراری ایجاد می‌کند. این اختلال هیچ ارتباطی با افزایش قند خون ندارد و فقط به خاطر افزایش حجم ادرار با دیابت مشابهت دارد.

## علائم و نشانه‌ها

### دستگاه گوارش
- بی‌اشتهایی
- حالت تهوع

### عضلانی اسکلتی
- دردهای عضلانی
- ضعف عضلانی عمومی[۲]

### عصبی عضلانی
- میوکلونوس[۲]
- کاهش رفلکس[۲]
- آتاکسی[۲]
- واکنش‌های پاتولوژیک[۲]
- لرزش[۲]
- دست‌لرزه[۲]

### تنفسی
- تنفس شین-استوکس[۲]

### عصبی
- دیس‌آرتری[۲]
- خستگی
- سردرگمی[۲]
- روان‌آشفتگی[۲]
- تشنج[۲]
- کما (از ادم مغزی)[۲]
- مرگ[۲]

## علت‌ها
علل SIADH به شش دسته دسته‌بندی می‌شوند: ۱) بیماری‌های سیستم عصبی مرکزی که مستقیماً هیپوتالاموس، محل کنترل ترشح ADH، را تحریک می‌کنند. ۲) سرطان‌های مختلف که ADH نابجا را سنتز و ترشح می‌کنند. ۳) بیماری‌های مختلف ریوی؛ ۴) داروهای متعددی که هیپوتالاموس را از نظر شیمیایی تحریک می‌کنند. ۵) جهش‌های ارثی؛ و ۶) شرایط متفرقه تا حد زیادی گذرا.

## درمان
درمان‌های بالقوه SIADH شامل محدود کردن مصرف مایعات و اصلاح علت زمینه‌ای قابل برگشت قابل شناسایی و/یا دارویی است که باعث افزایش دفع آب بدون املاح توسط کلیه می‌شود. وجود ادم مغزی ممکن است نیاز به تجویز وریدی سالین ایزوتونیک یا هیپرتونیک داشته باشد. SIADH در ابتدا در سال ۱۹۵۷ در دو فرد مبتلا به کارسینومای سلول کوچک ریه توصیف شد.

## همه‌گیرشناسی
بروز SIADH با افزایش سن افزایش می‌یابد. ساکنان خانه‌های سالمندان در بالاترین خطر قرار دارند.

## تاریخ
این وضعیت برای نخستین بار در موسسات جداگانه توسط ویلیام شوارتز و فردریک بارتر در دو فرد مبتلا به سرطان ریه توصیف شد. معیارها توسط شوارتز و بارتر در سال ۱۹۶۷ ایجاد شد و از آن زمان تاکنون بدون تغییر باقی مانده‌است.

## جامعه و فرهنگ
این وضعیت گهگاه با نام نویسندگان گزارش اول آن، سندرم شوارتز-بارتر، یاد می‌شود. از آنجایی که همه افراد مبتلا به این سندرم سطح هورمون ضدادراری بالایی ندارند، اصطلاح «سندرم ضدادراری نابجا» (SIAD) به عنوان توصیف دقیق‌تری از این وضعیت پیشنهاد شده‌است.